# Génis
Génis là một xã của Pháp, nằm ở tỉnh Dordogne trong vùng Nouvelle-Aquitaine của Pháp.

## Hành chính
| Danh sách các xã trưởng                |                  |                     |                  |           |
| Giai đoạn                              | Giai đoạn        | Tên                 | Đảng             | Tư cách   |
| tháng 3 năm 2001                       | tháng 3 năm 2008 | Jean-Daniel Cournil | -                | -         |
| tháng 3 năm 2008                       | đương nhiệm      | Bruno Chapuis       | không chính thức | giáo viên |
| Tất cả các dữ liệu trước đây không rõ. |                  |                     |                  |           |

## Thông tin nhân khẩu
| Năm | 1962 | 1968 | 1975 | 1982 | 1990 | 1999 |
| --- | ---- | ---- | ---- | ---- | ---- | ---- |
| Dân số | 872  | 776  | 660  | 599  | 538  | 496  |
| From the year 1962 on: No double counting—residents of multiple communes (e.g. students and military personnel) are counted only once. |      |      |      |      |      |      |